# Braungrüner Streifenfarn
Der Braungrüne Streifenfarn (Asplenium adulterinum), auch Braungrünstieliger Streifenfarn genannt, ist eine Pflanzenart aus der Gattung der Streifenfarne (Asplenium) innerhalb der Familie der Streifenfarngewächse (Aspleniaceae). Er gedeiht fast nur auf Serpentingestein.

## Beschreibung

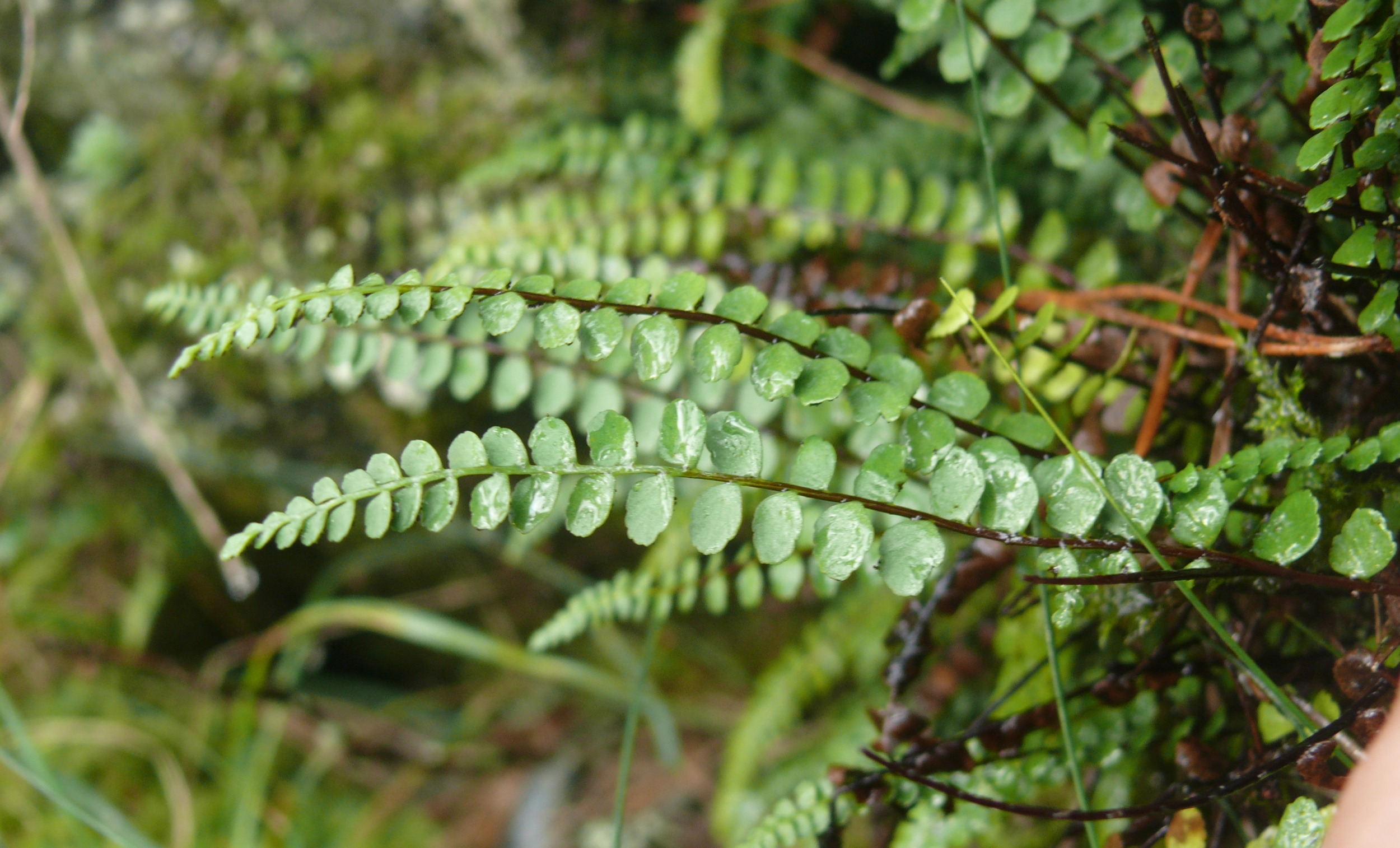
Fiederblätter

Der Braungrüne Streifenfarn ist eine ausdauernde krautige Pflanze und erreicht Wuchshöhen von 5 bis 20 Zentimetern. Die Spreuschuppen des Rhizoms haben wenigstens zum Teil einen dunkleren Mittelstreif.
Die Blätter sind einfach gefiedert, was bedeutet, dass sie aus einer zentralen Spindel bestehen, von der einzelne Fiedern abgehen. Diese Fiedern berühren sich nicht und überlappen nicht, was eine klare Trennung zwischen den Segmenten ermöglicht. Der Blattstiel und die Blattspindel sind ungeflügelt, und der Spitzenbereich der Blattspindel ist grün, während der restliche Teil kräftig rostbraun gefärbt ist. Die Blattspreite ist länglich bis linealisch geformt und die Endfieder ist etwa 0,5 bis 2 Millimeter breit. Die Blätter sind meist aufrecht-abstehend, was eine optimale Lichtaufnahme ermöglicht.
Die Sporen reifen im Juli und August. Sporen treten nur bei Vertretern der Art auf. Die nicht seltenen Bastarde mit Asplenium viride oder Asplenium trichomanes sind steril.
Die Chromosomenzahl beträgt 2n = 144.

## Vorkommen und Schutz
Der Braungrüne Streifenfarn kommt ursprünglich nur in Europa mit Fundorten in Deutschland, der Schweiz, Italien, Österreich, Slowenien, Tschechien, der Slowakei, Polen, Serbien, Bosnien und Herzegowina, dem Kosovo, Rumänien, Griechenland, Norwegen, Schweden sowie Finnland vor. In Mitteleuropa kommt der Braungrüne Streifenfarn in Bayern sowie Sachsen (beispielsweise Fichtelgebirge, Frankenwald), Niederösterreich, Burgenland, Kärnten, Salzburg, Steiermark, der Schweiz, der Tschechischen Republik und in Polen im Riesengebirge vor.
In Deutschland ist der Braungrüne Streifenfarn als „stark gefährdet“ eingestuft. Sie ist durch die BArtSchV und durch die FFH-Richtlinie Anhang II und IV der Europäischen Union „streng geschützt“. In der Schweiz kommt er im Tessin und in Graubünden vor und gilt dort als „potentiell gefährdet“.
Der Braungrüne Streifenfarn wächst auf Serpentinfelsen und Magnesit von der collinen (300 Meter) bis zur subalpinen Höhenstufe (1850 Meter). Asplenium adulterinum ist pflanzensoziologisch die Assoziationscharakterart des Asplenietum serpentini aus dem Verband Asplenion serpentini.
Die ökologischen Zeigerwerte nach Landolt et al. 2010 sind in der Schweiz: Feuchtezahl F = 3 (mäßig feucht), Lichtzahl L = 3 (halbschattig), Reaktionszahl R = 3 (schwach sauer bis neutral), Temperaturzahl T = 2+ (unter-subalpin und ober-montan), Nährstoffzahl N = 2 (nährstoffarm), Kontinentalitätszahl K = 2 (subozeanisch).

## Systematik
Die Erstbeschreibung von Asplenium adulterinum erfolgte 1865 durch Carl August Julius Milde in Die höheren Sporenpflanzen Deutschland's und der Schweiz S. 40. Das Artepitheton adulterinum bedeutet „ehebrecherisch“, dies bezieht sich darauf, dass diese Art Merkmale der beiden Arten Grüner Streifenfarn und Brauner Streifenfarn aufweist.

### Botanische Geschichte
Es gab Autoren, die die etwa zwei Unterarten akzeptierten bei anderen Autoren ist es eine eigene Art:
- Asplenium adulterinum Milde subsp. adulterinum: Sie ist entstanden nach Chromosomenverdoppelung als Hybride aus dem diploiden Asplenium trichomanes subsp. trichomanes und Asplenium viride.[4]
- Asplenium adulterinum subsp. presolanense Mokry, Rasbach & Reichst. (Syn.: Asplenium presolanense (Mokry, Rasbach & Reichst.) J.C.Vogel & Rumsey): Sie ist oft eine eigene Art Asplenium presolanense (Mokry, Rasbach & Reichst.) J.C.Vogel & Rumsey.[3] Sie kommt im nördlichen Italien an der Presolana und bei Poschiavo in der Schweiz vor. Bei dieser Unterart stehen die Fiedern dichter und oft überlappend und sind nur schwach gekerbt bis ganzrandig. Sie gedeiht auf Kalk. Sie ist entstanden durch Chromosomenverdoppelung aus der Hybride Asplenium ×adulteriniforme Lovis, Melzer & Reichst. = Asplenium trichomanes subsp. inexpectans × Asplenium viride. Sie kommt aber anscheinend auch in British Columbia vor.[9]